# 水希蒼
水希 蒼（みずき あおい、1996年12月26日 - ）は、日本の元アイドル。女性アイドルグループ・放課後プリンセス、A応Pの元メンバーである。東京都出身。血液型O型。放課後プリンセス時代はCUTE BLACK所属、A応P時代はエー・ティー・エックスに所属していた。

## 略歴
2015年、A応Pを『Anime Japan2015』で見たことをきっかけに、追加メンバーオーディションに応募。同年7月、A応Pの追加メンバーオーディションに合格。A応Pメンバーとしての活動を開始し、初お披露目を果たす。同年11月11日発売の『はなまるぴっぴはよいこだけ』でA応Pのメンバーとして初参加。
2018年4月13日、体調不良による活動休止をA応Pの公式サイトで発表。
2019年3月1日、同日を持ってA応Pを退団することを発表。所属事務所であったエー・ティー・エックスとの契約も終了。退団理由はアニメを応援するというグループのコンセプトが自分の目指すものと違うため。
2019年3月31日、放課後プリンセスへの加入を発表。4月上旬にお披露目をした。同年11月18日、放課後プリンセスからの脱退が発表された。同月30日を以って芸能界を引退。
現在は「alma」のプロデューサーとして裏方で活躍している。

## 人物

### 嗜好
キッズアニメが好きであり、特に好きなアニメに『極上!めちゃモテ委員会』、『マーメイドメロディーぴちぴちピッチ』、『しゅごキャラ!』を挙げている。趣味はカフェ巡り、ひとり○○、メガネ集め、ショッピング、映画鑑賞。

### 特技
特技はバトン、ジャズダンス、バスケ、料理、漫画早読み、運動系全般。

### A応P時代
イメージカラーは青。2018年3月より水色（ライトブルー）。

### 放課後プリンセス時代
担当委員は未定。

## 出演

### テレビ番組
- 女神たちのかようび「眠れなくなる夜」第16話（2017年5月30日、チバテレビ）[9]

### 舞台
- ロードス島戦記 灰色の魔女（2017年1月）
- 北斗の拳-世紀末ザコ伝説-（2017年9月）[10]

### 劇場アニメ
- この世界の片隅に（2016年） - 行進する女学生 役

### CM
- AT-X（2017年4月 - 2018年9月）[11]